# Enzo Mari
Enzo Mari (Cerano, 27 aprile 1932 – Milano, 19 ottobre 2020) è stato un designer italiano.

## Biografia

### Filosofia concettuale
Nasce a Cerano (NO), da Carolina, piemontese dello stesso luogo, e da Luigi originario di Spinazzola in Puglia. Ancora bambino, i suoi genitori si trasferiscono a Milano, dove il padre -già calzolaio e barbiere- apre un negozio di parrucchiere e Mari inizia a seguire le prime scuole. Si iscrive poi al Liceo Classico Parini di Milano senza poterlo ultimare a causa della improvvisa malattia del padre che lo costringe a lavorare per mantenersi e per contribuire alla famiglia che nel frattempo si era ampliata con la nascita della sorella Maria e del fratello Elio. Frequenta quindi l'Accademia di Brera dal 1952 al 1956 studiando prima pittura, scultura, decorazione, poi scenografia senza diplomarsi né successivamente laurearsi. Diploma e laurea gli saranno conferiti entrambi honoris causa nel primo decennio del XXI secolo. A Brera conosce Gabriela Ferrario, nome d'arte Iela Mari, che sposa nel 1955 e con la quale ha due figli, Michele Mari e Agostina Mari. Si separeranno nel 1965.
Si forma anche in letteratura, musica, filosofia e arte, approfondendo i temi della psicologia della percezione visiva, del linguaggio, della metodologia della comunicazione e della progettazione.   Visita mostre e gallerie, musei, città, scoprendo dal vero i capolavori dei grandi artisti italiani del Rinascimento ma anche dei maestri del novecento come Giorgio De Chirico o Carlo Carrà. Studia inoltre scientificamente le tecniche e le pratiche dell’artigianato, dei suoi strumenti, e quelle della produzione industriale; per Mari nel rapporto teoria-prassi quest’ultima è sempre prioritaria, la teoria è “solo la descrizione di una pratica”.
Nel corso degli anni cinquanta e primi sessanta si dedica prevalentemente all’attività artistica dipingendo opere astratte con tempere su carta, cartone, tela e tavole -spesso con l’uso della tecnica a encausto- basate sullo studio della sezione aurea; realizza modelli e strutture sperimentali per indagare l’ambiguità della percezione ottica in modo sistematico. Progetta anche allestimenti. Mentre il mondo dell’arte di Brera è ancora legato all’Arte Informale e al Realismo esistenziale,  Mari si avvicina e partecipa ai movimenti di avanguardia dell'Arte cinetica e dell’Arte programmata. 
Conosce gli artisti del Gruppo T, del Gruppo N e Bruno Munari.
Negli stessi anni -con la moglie Iela- crea libri per bambini senza testo, solo disegni e illustrazioni, tra cui nel 1958 "La Mela e la Farfalla" e nel 1969 "L’uovo e la gallina", molto innovativi e ancora oggi considerati dei classici della letteratura infantile.
Si dedica presto anche al nascente mondo del disegno industriale, presentando il suo primo progetto al produttore di arredi milanese Danese nel 1957.
Mari ha applicato alla sua produzione i suoi studi personali sui temi della percezione e dell'aspetto sociale del design, alla sua funzione nella vita quotidiana e al ruolo del designer nel processo industriale.
Il designer, secondo Mari, non si sarebbe dovuto limitare alla creazione di oggetti belli e forme piacevoli: l'aspetto funzionale era imprescindibile, così come lo era l'efficienza delle scelte progettuali in campo di materiali e lavorazioni, non può esservi poesia senza metodo.
Secondo un altro grande del design italiano, Alessandro Mendini, Mari non è un designer, se non ci fossero i suoi oggetti mi importerebbe poco. Mari invece è la coscienza di tutti noi, è la coscienza dei designers, questo importa.
Critico verso ciò che è diventato il design una volta conclusa l'epoca d'oro degli anni sessanta e settanta, Mari attribuisce al marketing la colpa di aver trasformato il designer da filosofo creativo in semplice interprete di tendenze. A fronte di queste considerazioni, nel 1999 Mari scrive il Manifesto di Barcellona, in cui sostiene che è necessario ritornare alla "tensione utopizzante delle origini del design" e invoca un nuovo giuramento di Ippocrate per cui "l'etica è l'obiettivo di ogni progetto".

### La carriera di designer
Mari è universalmente considerato uno dei maggiori teorici del design italiano e mondiale.
Sin dagli anni cinquanta partecipa ai movimenti di avanguardia legati al design, entrando nel gruppo dell'Arte cinetica: lì ha modo di conoscere Bruno Munari, che influenzerà parte dei suoi lavori futuri, quali 16 animali e 16 pesci.
Nel 1963 diventa coordinatore del Gruppo Nuova Tendenza e organizza l'esposizione del gruppo alla Biennale di Zagabria del 1965.
Dal 1963 al 1966 insegna presso la scuola della Società Umanitaria di Milano: fu la prima delle sue esperienze da docente, continuate sino agli anni 2000 in numerose istituzioni prestigiose tra cui il Politecnico di Milano, dove tenne diversi corsi nelle facoltà di Disegno Industriale e Architettura, negli anni Ottanta fu professore presso l'ISIA di Firenze (Istituto superiore per le industrie artistiche) con un laboratorio di design che portò a risultati particolarmente interessanti. A Parma fu docente di Storia dell'Arte.
Durante quegli anni elaborò una propria teoria sul design e la mise in pratica nei progetti su cui lavorò nei settori del prodotto, della grafica e degli allestimenti. Per quest'opera continua di approfondimento, è stato premiato nel 1967 con un Compasso d'Oro per le sue "ricerche individuali sul design".
Sempre nel 1967 cominciò la sua decennale collaborazione con le Ceramiche Gabbianelli: a fronte della richiesta di disegnare alcune decorazioni per delle "piastrelle di design", Mari rifiutò di svolgere un semplice ruolo di grafico e intraprese un complesso percorso filosofico che lo ha portato a rivedere alle radici il concetto di decorazione a parete. Per le sue piastrelle (Serie Elementare del 1968, Traccia del 1978 e Decorato a Mano del 1981, tra le più importanti), Mari recupera tecnologie del passato ed elabora una poetica delle forme e dei colori fatta di segni elementari.
Nel 1970 Mari dà alle stampe Funzione della ricerca estetica, in cui sposta l'attenzione del dibattito sul design dal prodotto alla figura del designer.
Nel 1972 Mari partecipa all'esibizione Italy: The New Domestic Landscape, al MOMA di New York; la mostra, importantissima, segnò la nascita della fama del "Made in Italy" nel mondo, fece conoscere oggetti dei più grandi designer dell'epoca, quali Vico Magistretti, Ettore Sottsass e Paolo Lomazzi.
Mari era presente alla mostra con il vaso reversibile Pago-Pago (1969) di Danese, un vaso in ABS stampato che poteva essere usato dritto o capovolto, cambiandone l'aspetto estetico; l'idea di fondo era di consentire flessibilità d'uso, data l'impossibilità di creare il design perfetto per ogni ambiente.
Dal 1976 al 1979 è stato presidente dell'Associazione per il Disegno Industriale, assegnatrice dei premi Compasso d'Oro per il design.
Nel 1983 l'Università di Parma gli ha dedicato una mostra personale, grazie a una collezione di 8500 schizzi e disegni originali donati da Mari al Centro Studi e Archivio della Comunicazione dell'ateneo.
Opere di Mari sono esposte nei principali musei di arte e design del mondo, tra cui, per esempio, la Galleria Nazionale d'Arte Moderna di Roma, o il Museum of Modern Art di New York o il Triennale Design Museum di Milano.
Due giorni prima della sua scomparsa, il 17 ottobre, alla Triennale di Milano fu inaugurata la mostra antologica Enzo Mari, a cura di Hans Ulrich Obrist con Francesca Giacomelli, un’ampia e documentata retrospettiva su sessant’anni di attività con duecentocinquanta opere esposte.

### Morte
Morì il 19 ottobre 2020, all'età di 88 anni, mentre era ricoverato all'ospedale San Raffaele di Milano per le complicazioni dovute al contagio da COVID-19. La sua seconda moglie, la curatrice d'arte Lea Vergine, lo seguì il giorno dopo per le stesse cause.

## Riconoscimenti
Nel 2000 ha ricevuto il Royal Designers for Industry, premio conferito dalla Royal Society of Arts.
Nell'ottobre 2002 gli è stata conferita la Laurea Honoris Causa in Disegno Industriale dalla Facoltà di Architettura del Politecnico di Milano.
Nel 2008 gli è stata dedicata dalla Galleria di Arte Moderna e Contemporanea di Torino una personale antologica, in occasione dell'Anno Internazionale del Design.
Nel 2015 gli è stato conferito il Diploma Accademico Honoris Causa in Arti visive e il titolo Accademico d'Italia dall'Accademia di Belle Arti di Brera di Milano.
Ricevette 5 Compassi d'Oro, di cui l'ultimo nel 2011, alla carriera.

## Prodotti
Mari è autore di oltre 1500 oggetti, realizzati per le maggiori aziende italiane. Tra queste, vi sono Zanotta, Rexite, Driade, Alessi, Danese, Artemide, Olivari, Olivetti, Ideal Standard, Flou, Estel, Lema e Robots.
Oltre al già citato Pago-Pago, sono molti gli oggetti significativi creati da Mari.

### Putrella
Uno degli oggetti più famosi di Mari è il vassoio Putrella per Danese Milano: il vassoio è fatto da un unico pezzo di trave da edilizia in acciaio (una putrella, appunto), piegata alle estremità. 
Particolarità dell'oggetto sono proprio le pieghe, fatte su un semilavorato che viene creato e usato proprio per la sua capacità di non piegarsi facilmente; il materiale, tipico dei cantieri e del mondo industriale, viene decontestualizzato e posto in un salotto o in un altro ambiente nobile, con un intervento creativo basato sull'ironia creativa.

### In Attesa
Quest'oggetto per Danese Milano, del 1971, è uno degli esempi della fusione tra ricerca formale e funzionale che permea l'opera di Mari.
Si tratta di un cestino per la carta, a forma di parte terminale di tubo che sporge -inclinato- dal pavimento su cui viene poggiato.
Il nome, "In attesa", si riferisce alla funzione del cestino, che appunto attende il lancio di palle di carta verso la sua bocca inclinata.

### Sof-Sof
Una sedia molto semplice, in tondo di acciaio elettrosaldato su cui sono posti due soffici e generosi cuscini che creano un netto contrasto con la struttura cromata. È stata prodotta nel 1972 da Driade poi riedita nel 2015.
Questo prodotto è stato uno degli anticipatori di una tendenza che si sarebbe diffuso a metà degli anni settanta, caratterizzato da prodotti economici da produrre e a bassa tecnologia, ma ottimizzati per la lavorazione industriale.

### Delfina
Nel 1979 Mari torna a progettare sedie in tondo metallico, con la Delfina. La forma è semplicissima, con seduta e schienale in cotone e microfibra montati tramite una cerniera a zip. Il progetto, realizzato per Driade gli valse il suo secondo Compasso d'Oro. È prodotta da Rexite, leader nella produzione di complementi d'arredo di design.

### Formosa
Un calendario da parete, realizzato nel 1963 per Danese. Su una piastra di alluminio si montano pannelli in PVC con i numeri e le date.

### Sumatra
Sumatra è un portadocumenti impilabile da ufficio, in plastica colorata. Nato nel 1976 per Danese.

### Bric
Realizzato insieme ad Antonia Astori per Driade nel 1977, Bric è un sistema di autoprogettazione e autocomposizione dell'arredo, composto da mobili modulari venduti in kit di montaggio.

### Tonietta
Nel 1987 Mari produce per Zanotta la sedia "Tonietta", con struttura in alluminio e seduta in polipropilene. La sintesi tra forma e funzione permette a Mari di vincere il suo terzo Compasso d'Oro.

### Legato
Per Driade Mari nel 2001 elabora un tavolo quadrato, realizzato da un piano in legno truciolare finito a ebano e gambe in acciaio con supporti in alluminio. Con questo progetto vince il suo quarto Compasso d'Oro.

### Mariolina (2002)
Nel 2002 Mari ha progettato per Magis la sedia Mariolina. Si tratta di una sedia impilabile con struttura in tubo d'acciaio e seduta e schienale formati in polipropilene per stampaggio a iniezione. La struttura tubolare è cromata o finita con verniciatura grigio-metallizzata in resina epossidica.

### Stilo
Stilo è una maniglia di design in ottone massiccio, composta da un cilindro orizzontale che funge da leva e un raccordo morbido come mozzo. Progettata nel 2003 per Olivari.

### Il gioco delle favole
Nel 1965 Mari progetta questo libro-gioco, oggi prodotto da Corraini edizioni, considerato tuttora uno dei più interessanti giochi per stimolare la creatività infantile. Composto da 6 tavole su cui sono raffigurati animali ed elementi vari della favolistica classica, lascia al bambino la totale libertà di smontare e rimontare gli scenari, come fossero le quinte teatrali della propria personalissima storia.

### Sedia N.1 (Autoprogettazione)
Nel 1974 Mari progetta la sedia n.1 seduta che fa parte di una serie di complementi d'arredo economici pensati per essere assemblati dall'acquirente.
In modo da rendere i complementi molto economici e trasmettere inoltre delle conoscenze base sulla costruzione di essi.

### Sigmund
Nel 1999 Mari progettò l'iconica dormeuse in pelle 'Sigmund', oggi prodotta da Estel, ispirata al padre della psicoanalisi. La chaise longue è realizzata con cinte in cuoio conciato al vegetale rigorosamente intrecciate a mano. Il poggiatesta in cuoio è imbottito in polipropilene. Le gambe sono in trafilato di ferro saldato.

### Calendario Timor
Il Calendario Timor è un calendario perpetuo da scrivania progettato da Enzo Mari per Danese Milano nel 1967. La sua forma è ispirata ai vecchi cartelli ferroviari degli anni Quaranta, quando Mari era un bambino. Timor è un calendario originale ed innovativo, caratteristiche che lo hanno reso sempre attuale nel corso degli anni non uscendo mai di produzione.

## Pubblicazioni
- 1961: L'altalena prima edizione prodotta da Danese in tiratura limitata, stampa Lucini, Milano. Ristampa Corraini Edizioni, Mantova, 2001
- 1970: Funzione della ricerca estetica, Edizioni di Comunità, Milano
- 1978-2001: Serie libri-gioco Carte da disegno, articolata nei cinque fascicoli: 1.Sulle facce; 2.Un treno carico di..; 3.Paesaggi; 4.Sogni e altre cose; 5.Soggetti e sequenze, Corraini Edizioni, Mantova, 2001
- 2001: Progetto e Passione, Bollati Boringhieri, Torino
- 2002: Autoprogettazione, Corraini Edizioni, Mantova
- 2008: Lezioni di disegno, Rizzoli, Milano
- 2011: 25 modi per piantare un chiodo, curatore Barbara Casavecchia, Arnoldo Mondadori Editore, Milano